# Simulium lakei
Simulium lakei es una especie de insecto del género Simulium, familia Simuliidae, orden Diptera.
Fue descrita científicamente por Snoddy, 1976.